# Kanton Arreau
Arreau is een voormalig kanton van het Franse departement Hautes-Pyrénées. Het kanton maakte deel uit van het arrondissement Bagnères-de-Bigorre. Het werd opgeheven bij decreet van 25 februari 2014, met uitwerking op 22 maart 2015. Alle gemeenten werden opgenomen in het nieuwe kanton Neste, Aure et Louron.

## Gemeenten
Het kanton Arreau omvatte de volgende gemeenten:
- Ancizan
- Ardengost
- Arreau (hoofdplaats)
- Aspin-Aure
- Aulon
- Barrancoueu
- Bazus-Aure
- Beyrède-Jumet
- Cadéac
- Camous
- Fréchet-Aure
- Gouaux
- Grézian
- Guchen
- Ilhet
- Jézeau
- Lançon
- Pailhac
- Sarrancolin